# Littorina zebra
Littorina zebra är en snäckart. Littorina zebra ingår i släktet Littorina och familjen strandsnäckor. Inga underarter finns listade i Catalogue of Life.